# 鶏肋
鶏肋（けいろく）は、鶏の肋骨のこと。鶏がら。中華料理・ラーメンでは出汁またはスープを作る際の材料となる。

## 故事成語
本来、鶏ガラはスープ（鶏湯）などの材料であるが、一般に骨についている筋肉は旨味を多く含んでいることから肉として美味であるため、昔はしゃぶって食べる事もあった。しかし、肉は僅かしかついていないので、出汁にはできてもしゃぶって食べたところで腹は満たされない。このことから「大して役に立たないが、捨てるには惜しいもの」を指して「鶏肋」というようになった。
初出は『後漢書』「楊震伝附楊修伝」や『三国志』魏書「武帝紀」の注に引く『九州春秋』に記録がある曹操（魏の太祖、武帝）の言葉。 建安24年（219年）、漢中郡をめぐる劉備（蜀の先主）との攻防戦（定軍山の戦い）において持久戦をとる劉備軍に曹操軍が苦戦を強いられた時、曹操が食事中無意識に発した「鶏肋」を伝令が触れ回り、誰もその意味を理解できない中で側近の楊修は撤退の準備をさせた。周囲からその理由を問われた楊修は「鶏肋（鶏のあばら骨）は捨てるには惜しいが、食べても腹の足しになるほどの肉はついていない。すなわち、漢中郡は惜しいが今が撤退の潮時とお考えである」と説明したという。曹操にまだその意図はなかったものの、同年5月に楊修の読み通りに曹操軍は漢中から撤退した。

### 三国志演義の「鶏肋」
建安24年（西暦219年）、定軍山の戦いで蜀の劉備が夏侯淵を討ち取って漢中を奪い漢中王を名乗った。魏王の曹操は怒り、漢中を奪還すべく自ら陣頭指揮を執った。しかし、魏軍は蜀軍に苦戦して劣勢となり、曹操は内心撤退したいと思ったが、見栄を張り撤退の指示をしなかった。
曹操は夕食の鶏湯を食べながら、進退を思案していた。そこへ夜の伝達事項を聞きに夏侯惇がやってくる。曹操は夏侯惇が来ても上の空で、碗の中を見ながら意図もなく「鶏肋、鶏肋…」と呟く。夏侯惇が全軍に「鶏肋」と伝達すると、楊修はそそくさと撤退の準備を始める。驚いた夏侯惇が理由を問うと「鶏肋（鶏のあばら骨）は捨てるには惜しいものでありますが、食べても腹の足しになるほど肉がついておりません。魏王様はそれを漢中に例えられました。即ち漢中は惜しいが、今が撤退すべき頃合いであるとお考えかと存じます」と自分の解釈を披露した。夏侯惇は「お前は魏王の心の内をわかっているな」と感心して自分も撤退準備を始めた。後からそのことを聞いた曹操は「お前は何故流言を広めて軍心を乱したのか」と楊修を軍規を乱したとして即座に処刑し、兵士に見せ付けて継戦を告げる。だが、そのまま戦に大敗して曹操も矢が歯に当たるという危険な目に遭った。曹操は楊修の言葉を思い出し軍を撤退させ、後に謂れなく犠牲になった彼の遺体を丁重に葬った。